# Інверсія (геометрія)

Кардіоїда — інверсія параболи

Інверсія (від лат. inversio «звернення») відносно кола — перетворення евклідової площини, що переводить узагальнені кола (кола або прямі) в узагальнені кола, при якому одне з кіл поточково переводиться в себе.

## Визначення

Інверсія

Нехай на евклідовій площині задано деяке коло {\displaystyle \Gamma } з центром {\displaystyle O}
(що називається полюсом або центром інверсії, ця точка виколота) і радіусом {\displaystyle R}.
Інверсія точки {\displaystyle P} щодо {\displaystyle \Gamma } є точка {\displaystyle P'}, що лежить на промені {\displaystyle OP} така, що
{\displaystyle |OP'|\cdot |OP|=R^{2}.}
Інверсія переводить внутрішню область кола у зовнішню, і назад.
Часто до площини додають «нескінченно віддалену точку» {\displaystyle \infty } і вважають її інверсним образом {\displaystyle O}, а {\displaystyle O} — інверсним образом {\displaystyle \infty }. У цьому випадку інверсія є бієктивним перетворенням цієї розширеної «колової площини».
Аналогічно визначається інверсія евклідового простору щодо сфери та інверсія в евклідових просторах більш високих розмірностей.

## Властивості

Образ центру кола не є центром образу

Інверсія відносно кола {\displaystyle \Gamma } з центром O має такі основні властивості:
- Інверсія є інволюцією: якщо точка P переходить у точку Q, то і точка Q переходить у точку P.
- Пряма, що проходить через O, переходить у себе.
- Пряма, що не проходить через O, переходить у коло, що проходить через O з виколотою точкою O; і навпаки, коло, що проходить через O, переходить у пряму, яка не проходить через O.
- Коло, яке не проходить через O, переходить у коло, яке не проходить через O (при цьому образ його центру не є центром образу).
- Інверсія є конформним відображенням другого роду (тобто вона зберігає кути між кривими і змінює орієнтацію).
- Коло або пряма, перпендикулярна до {\displaystyle \Gamma }, переходить у себе.

## Побудова

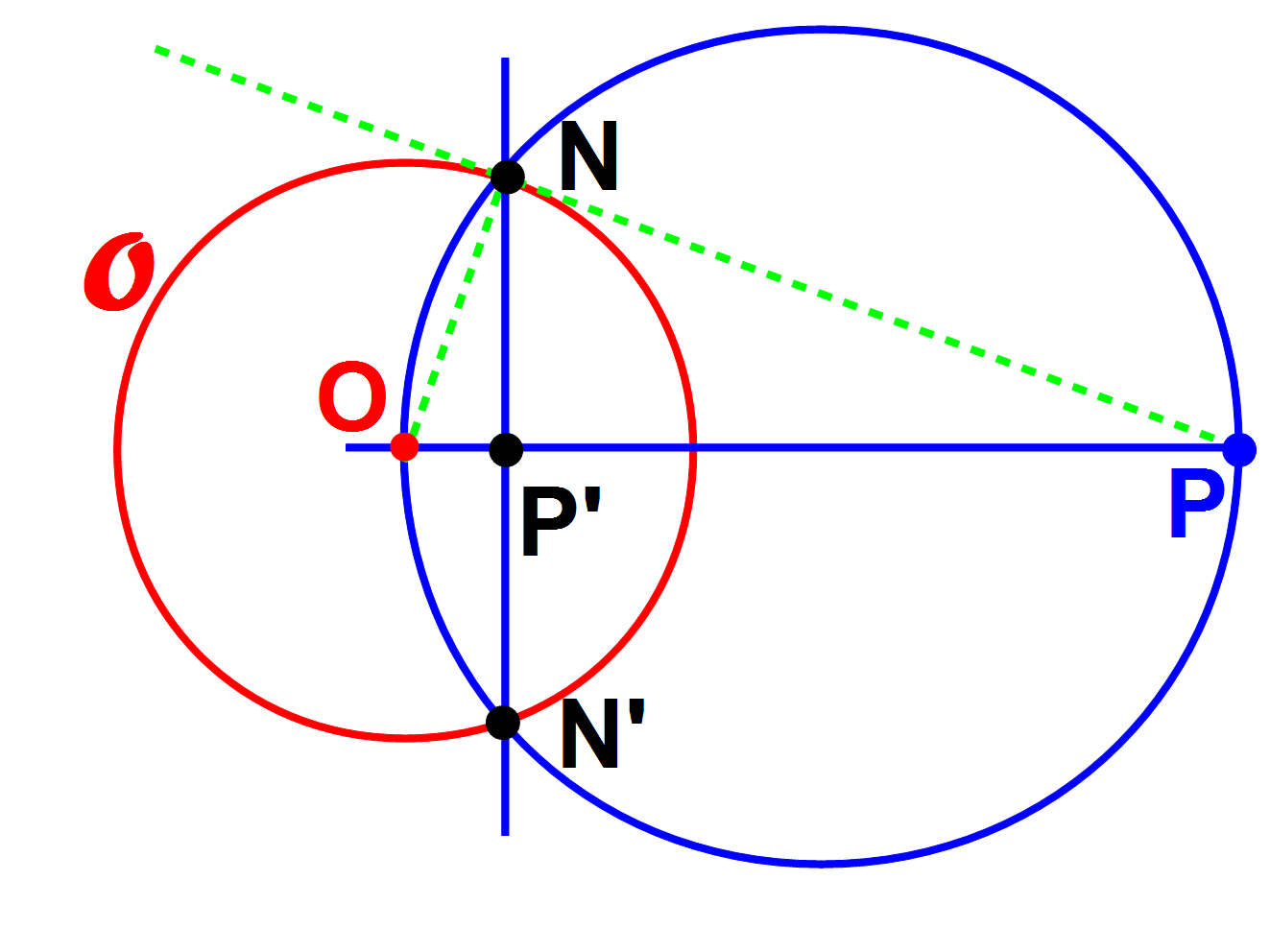
Побудова образу точки при інверсії щодо кола

Отримати образ P'  точки P при інверсії відносно даного кола з центром O можна таким чином:
- Якщо відстань від P до O більша, ніж радіус кола — провести з P дотичну до кола, тоді перпендикуляр до прямої OP з точки дотику перетне цю пряму в шуканій точці P'
- Якщо відстань від P до O менша, ніж радіус кола — провести через P перпендикуляр до OP, а через точку його перетину з колом — дотичну до нього, яка перетне OP в шуканій точці P'
- Якщо відстань від P до O дорівнює радіусу кола, образ P збіжиться з нею самою.

## Координатні подання

### Декартові координати
Інверсія відносно одиничного кола з центром у початку координат задається співвідношенням
{\displaystyle (x,y)\mapsto \left({\frac {x}{x^{2}+y^{2}}},{\frac {y}{x^{2}+y^{2}}}\right)}.
Якщо точку площини задати однієї комплексною координатою {\displaystyle z=x+iy}, то цей вираз можна подати у вигляді
{\displaystyle z\mapsto ({\bar {z}})^{-1}},
де {\displaystyle {\bar {z}}} — комплексно спряжене число для {\displaystyle z}.
Дана функція комплексної змінної є антиголоморфною, звідки, зокрема, слідує конформність інверсії.
У загальному випадку інверсія щодо кола з центром у точці {\displaystyle O=(x_{0},y_{0})} і радіусом
{\displaystyle r} задається співвідношенням
{\displaystyle (x,y)\mapsto \left(x_{0}+{\frac {r^{2}(x-x_{0})}{(x-x_{0})^{2}+(y-y_{0})^{2}}},y_{0}+{\frac {r^{2}(y-y_{0})}{(x-x_{0})^{2}+(y-y_{0})^{2}}}\right)}.

### Полярні координати
Інверсія відносно кола радіусом {\displaystyle r} з центром у початку координат задається співвідношенням
{\displaystyle (\phi ,\rho )\mapsto (\phi ,r^{2}/\rho )}.

## Застосування
- Застосуванням інверсії розв'язується задача Аполлонія.
- На властивості інверсії ґрунтується механізм Ліпкіна — Посельє.
- Застосуванням інверсії доводиться теорема Мора — Маскероні, яка стверджує, що всі побудови, які можна зробити за допомогою циркуля і лінійки можна зробити за допомогою циркуля (пряма вважається побудованою, якщо відомі дві її точки)[2][3]

## Варіації та узагальнення

### Інверсія відносно конічного перерізу
Можна визначити інверсію щодо довільного невиродженого конічного перетину, з тією лише різницею, що величина {\displaystyle R} буде (змінною) відстанню від центра {\displaystyle O} відповідної кривої (у випадку еліпса і гіперболи) до точок перетину цієї кривої з прямою {\displaystyle OP}.
У разі інверсії відносно гіперболи, залежно від сектора, в якому знаходиться точка {\displaystyle P} між асимптотами, можливий випадок, коли пряма {\displaystyle OP} не перетинається з гіперболою. Тоді для обчислення {\displaystyle R} береться точка перетину цієї прямої зі спряженою гіперболою (якщо тільки точка {\displaystyle P} не лежить на асимптоті), а відповідна величина {\displaystyle R^{2}} береться зі знаком мінус, тобто промінь {\displaystyle OP'} спрямовується в бік, протилежний до променя {\displaystyle OP}.
Інверсія відносно параболи — це просто симетричне відображення відносно неї вздовж прямої, паралельної осі параболи.
Альтернативне визначення — інверсія відносно конічного перерізу {\displaystyle {\mathcal {K}}} як середина хорди, що відтинається полярою точки {\displaystyle P} відносно {\displaystyle {\mathcal {K}}} на {\displaystyle {\mathcal {K}}}. Однак у випадку, коли відповідна поляра не перетинає {\displaystyle {\mathcal {K}}}для повноти визначення доводиться застосовувати це, часткове, визначення у "зворотному напрямку" ({\displaystyle P'} — це така точка, що {\displaystyle P} є серединою хорди, яку відтинає поляра {\displaystyle P'} на {\displaystyle {\mathcal {K}}}), що не завжди зручно.